# Регенезис
Регене́зис (англ. ReGenesis) — канадский сериал, снятый The Movie Network и Movie Central в сотрудничестве с Shaftesbury Films.
Сериал первоначально был показан на The Movie Network и Movie Central с трансляцией на Global Television Network и Showcase Television в Канаде. Также этот сериал можно было посмотреть на Syfy в Великобритании, Halogen TV и CW Plus в США, FX Latin America в Мексике и множестве других телеканалах в Европе и Азии. Права на сериал принадлежат Oasis International.
Научный консультант сериала Элэд Эдвардс является известными канадским молекулярным биологом и возглавляет Structural Genomics Consortium.

## Сюжет
Сюжет сериала связан с работой учёных из NorBAC (North American Biotechnology Advisory Commission), выдуманной лаборатории в Торонто, которая занимается вирусологией, разработкой лекарств от болезней, а также помогает бороться с последствиями биотерроризма.

## В главных ролях
- Дэвид Сэндстром (Питер Аутербридж) — молекулярный биолог, глава NorBAC. Канадец.
- Карлос Серрано (Конрад Пла) — доктор генетики и медицины, работающий в NorBAC. Мексиканец. Гомосексуалист.
- Кэролайн Моррисон (Максим Рой) — управляющий директор NorBAC. Знает как минимум четыре языка: английский, французский, испанский и один из диалектов китайского.
- Джилл Лэнгстон (Сара Стрэйндж) — вирусолог, работавшая в NorBAC в первых двух сезонах. Американка.
- Боб Мельников (Дмитрий Чеповецкий) — биохимик, работающий в NorBAC. Страдает синдромом Аспергера. Канадец.
- Рэйчел Вудс (Венди Крюсон) — вирусолог, пришедшая работать в NorBAC после ухода Джилл. Бывшая жена Карла Риддлмайера. Американка.
- Майко Трэн (Майко Нгуен) — ведущий биоинформатик, работающая в NorBAC. Позднее управляющий директор. Канадка.
- Вестон Филд (Грег Брик) — менеджер лаборатории, помощник Кэролайн, позднее управляющий директор NorBAC. ВИЧ-инфицирован. Канадец.
- Карл Риддлмайер (Джерент Вин Дэйвис) — научный советник в Белом доме. Бывший муж Рэйчел Вудс. Американец.
- Энука Окимба — вирусолог, пришедшая работать в NorBAC после Рэйчел. Американка.

### Роли второго плана
- Хира Хан (Мишу Веллани) (сезон 1) — вирусолог, работавшая в NorBAC.
- Лилит Сэндстрём (Эллен Пейдж) (сезон 1) — 15-летняя дочь Дэвида.
- Мик Слоан (Марк Рендалл) (сезон 1) — ровесник Лилит, который считал себя клоном.
- Оуэн (Майкл Ситер) (сезоны 2—3) — бездомный 17-летний парень, с которым Дэвид познакомился в Нью-Йорке.
- Доктор Гордон Петрас (Джим Аллоди) — врач, к которому команда NorBAC обратилась после травмирующих событий. В частности, консультировал Майко.
- Доктор Саймон Джессап (Дэррен Бойд) — британский ученый, специализирующийся на изучении нейронов. Он помогал Майко в исследовании случая заражения вирусом коровьего бешенства и всплеска интеллекта.
- Дейзи Маркович (Кристин Бут) — в четырёх эпизодах.